# Rode bergvink
De rode bergvink (Rhodopechys sanguineus) is een zangvogel uit de familie Fringillidae (vinkachtigen).

## Kenmerken
De vogel is 13 tot 15 cm lang. Het is een vrij forse vinkachtige met een grote kop, dikke hals en dikke roze snavel. Opvallend zijn de lichtroze slagpennen, stuit en bovenstuk van de staart. De staartpennen worden geleidelijk zwart aan het uiteinde. Het vrouwtje is valer van kleur. De atlasbergvink (ondersoort alienus) is iets groter en heeft iets minder contrast in het verenkleed.

## Verspreiding en leefgebied
Deze soort komt voor in de bergen van zuidwestelijk Azië en noordwestelijk Afrika en telt twee ondersoorten:
- R. s. sanguineus: van Turkije tot westelijk China, Tadjikistan en Afghanistan.
- R. s. alienus (atlasbergvink): Marokko en Algerije.

Het leefgebied bestaat uit kaal en rotsig berggebied met kloven en steile hellingen tussen de 1700 en 3300 m boven de zeespiegel. 's Winters kan de vogel in lagere regionen aangetroffen worden.

## Status
De grootte van de wereldpopulatie werd in 2021 geschat op 0,5 tot 2,1 miljoen individuen. Men veronderstelt dat de soort in aantal stabiel is. Om deze redenen staan de rode bergvink als niet bedreigd op de Rode Lijst van de IUCN.